# Ca l'Espriu
Ca l'Espriu és una masia de Riudarenes (Selva) inclosa a l'Inventari del Patrimoni Arquitectònic de Catalunya.

## Descripció
Edifici de dues plantes, teulada a dues vessants amb caiguda a la façana i cornisa catalana. A la planta baixa, la porta, de fusta moderna, és rectangular amb una biga de fusta com a llinda, les finestres són també rectangulars envoltades de pedra i protegides per una reixa de ferro forjat quadriculada. La finestra de la dreta de la porta també té el travesser de biga de fusta. A la primera planta les obertures són amb impostes. Destaquen el dos contraforts de pedra, sense arrebossar, adossats a la paret de la façana. Al costat dret, davant la façana, s'hi ha afegit una estructura de ferro, simulant un porxo, en la qual s'hi enfila una parra. També hi ha adossat a la façana un petit safareig que fa la funció de piscina. Es tracta d'un edifici de planta rectangular però amb cossos adossats a banda i banda. El cos lateral esquerra té un pati interior. Pel que fa a la part posterior de la casa, dona al camí i la façana té dues petites obertures.

## Història
Casa documentada des de 1385. El 12 d'octubre de1568 Jaume Espriu, pagès de l'Esparra, reconeix tenir per Frederic Farners, el mas Espriu i les terres a ell unit.
El poeta Salvador Espriu era descendent directe d'una branca d'aquesta família traslladada a Arenys de Mar al segle xvii. Adquirit pel pare de Prudenci Bertrana al segle xix, aquest hi passà les millors temporades de la seva joventut i plasmà el seu paisatge en diverses obres.